# سبنسر بانكس
سبنسر بانكس (بالإنجليزية: Spencer Banks)‏ هو ممثل بريطاني، ولد في 1954.

## وصلات خارجية
- سبنسر بانكس على موقع IMDb (الإنجليزية)
- سبنسر بانكس على موقع قاعدة بيانات الفيلم (الإنجليزية)